# Ил Прато (Арецо)
Ил Прато је насеље у Италији у округу Арецо, региону Тоскана.
Према процени из 2011. у насељу је живело 33 становника. Насеље се налази на надморској висини од 248 м.